# Argyrodes fissifrontellus
Argyrodes fissifrontellus es una especie de araña de telaraña irregular del género Argyrodes, de la familia Theridiidae, orden Araneae. Fue descrita por Saaristo en 1978.
Se distribuye por África: Seychelles. Fue publicada en Spiders (Arachnida, Araneae) from the Seychelle islands, with notes on taxonomy. Annales Zoologici Fennici 15: 99-, 126..